# Abadia de San Quirce
L'abadia de San Quirce va ser una antiga abadia del municipi de Los Ausines, a la província de Burgos. Se'n conserva l'església.

## Descripció
Vicente Lampérez i Romea remunta l'origen de l'església al segle x. L'imafront principal del temple està orientat a l'oest. Ostenta la façana a la part inferior una porta d'estil romànic, amb arcs de doble esqueixada de mig punt, gruixut baquetó i archivolta escacada, que descansen en columnes, i teulada compost de gossos i metopes. Sobre el volat cos d'aquesta portada s'hi obre un mur llis, obert amb senzilla finestra i acabat per les inclinades línies de la coberta. A les eixutes de l'arc d'una porta al costat nord apareixerien encastades en pintoresc desordre fins a quinze pedres esculpides amb escenes variades, com la figura del Salvador en la tradicional postura que li assigna l'art romànic, la Visitació de la Verge, figures de sants, signes del Zodíac i un ballester preparant la seva arma. El caràcter d'aquestes escultures, una mica arcaiques dins de l'estil romànic, seria una de les raons per les quals Vicente Lampérez creu que són restes salvades de la demolició d'una construcció anterior. L'únic absis que té l'església presenta a l'exterior rudes contraforts, entre els quals s'obren òculs de senzilla composició, cobrint aquest cos la seva volta amb filades de pedra en abocador. Sobre la part central de l'església s'aixequi una torre quadrada, coetània en el seu primer cos de la fàbrica d'aquella, però la terminació del qual dataria del segle xvi. L'església es compon d'una sola nau.
El 3 de juny de 1931, durant la Segona República, va ser declarada monument historicoartístic pertanyent al tresor nacional, mitjançant un decret publicat el dia següent a la Gaceta de Madrid, amb la rúbrica del president del Govern provisional, Niceto Alcalá-Zamora, i del ministre d'Instrucció Pública i Belles Arts, Marcelino Domingo. Actualment compta amb l'estatus de bé d'interès cultural.